# NRZI

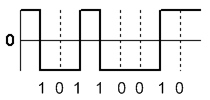
Przesyłany ciąg bitów i odpowiadający mu przebieg sygnału

NRZI (ang. Non Return to Zero Inverted) – metoda przekształcania binarnego sygnału na sygnał fizyczny w celu transmisji przez kanał komunikacyjny. W dwupoziomowym sygnale NRZI przełączenie poziomu sygnału następuje synchronicznie, zgodnie z sygnałem zegarowym, jeśli transmitowany bit ma wartość 1, natomiast jeśli transmitowany bit ma wartość 0, to wartość sygnału fizycznego nie ulega zmianie.
Stosowane są również warianty (np. w USB), w których bit o wartości 0 zmienia poziom sygnału wyjściowego, natomiast bit o wartości 1 pozostawia sygnał niezmieniony.
Wadą tej metody są trudności w transmisji długich ciągów zer (lub jedynek, jeśli przełączanie występuje dla zer). W takich sytuacjach odtworzenie sygnału przez odbiornik jest obarczone możliwością wystąpienia błędu ze względu na możliwość desynchronizacji. Aby temu zapobiec, kodowanie NRZI jest stosowane łącznie z innym kodowaniem zapewniającym, że w strumieniu danych liczba kolejnych bitów niezmieniająca stanu wyjścia nie przekroczy pewnej wartości maksymalnej, np. RLL, 4B5B, 8B10B.